# Ханамати
Ханамати (яп. 花街, «город цветов») — район гейш в Японии. Слово «ханамати» произошло от японского обозначения всего сообщества гейш — «мир цветов и ив» (яп. 花柳界 карю:кай).

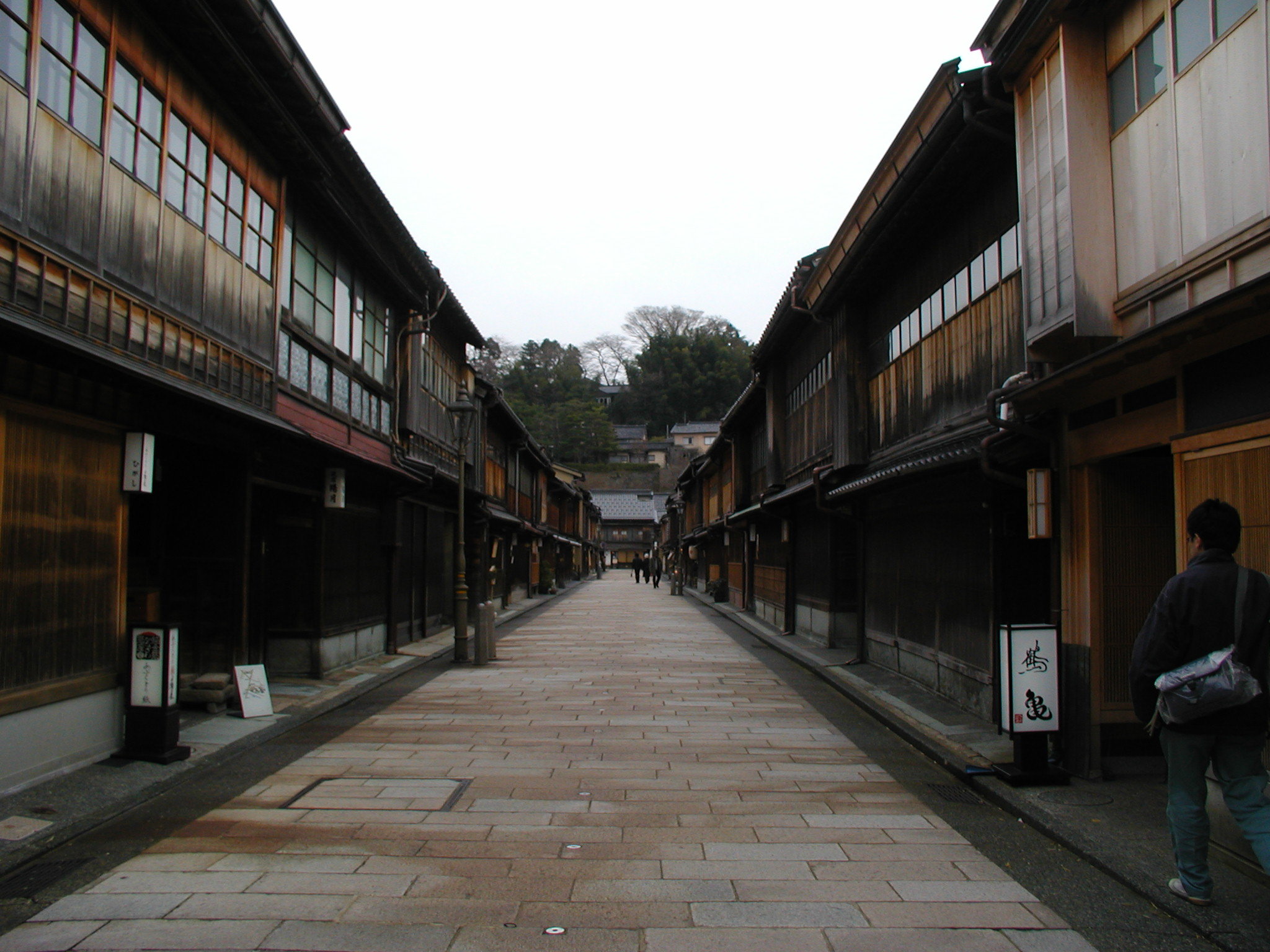
Квартал Хигаси в Канадзаве

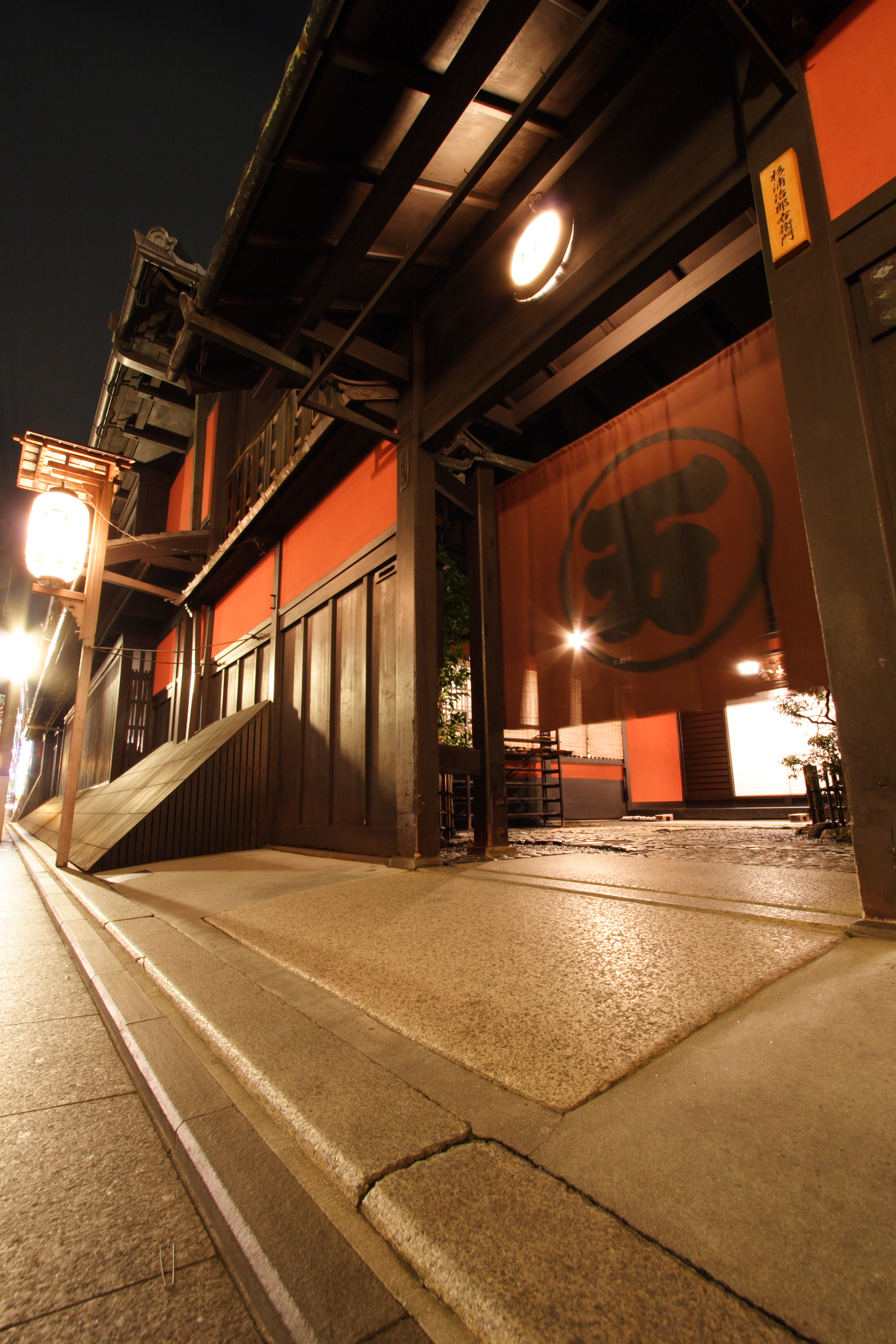
Знаменитый чайный домик «Итирики» в киотоском квартале Гион кобу

В каждом ханамати обычно располагаются окия (яп. 置屋, дома гейш), чайные дома (тяя или о-тяя) и кабурэндзо (музыкальные театры с комнатами, в которых могут проводиться занятия, а также регистрационными офисами, которые занимаются бухгалтерией и некоторыми другими организационными вопросами, а также регулируют течение жизни сообщества гейш).

## Список ханамати
Ханамати Киото:
- Гион Кобу (яп. 祇園甲部) — 86 гейш;
- Гион Хигаси (яп. 祇園東, восточный Гион) — 11 гейш;
- Миягава-тё (яп. 宮川町) — 40 гейш;
- Камиситикэн (яп. 上七軒) — 18 гейш;
- Понтотё (яп. 先斗町) — 41 гейша;
- Симабара (яп. 嶋原) — 3—4 таю.

Ханамати округа Токио:
- Акасака (яп. 赤坂) — 32 гейши;
- Асакуса (яп. 浅草) — 47 гейш, 4 тайкомоти (хокана);
- Ёситё (яп. 芳町) — 20 гейш;
- Кагурадзака (яп. 神楽坂) — 30 гейш;
- Симбаси (яп. 新橋) — 70 гейш;
- Мукодзима (яп. 向島) — 120 гейш;
- Хатиодзи (яп. 八王子, в городе Хатиодзи).

Иногда к ханамати относят Ёсивару, но это неверно, это не ханамати, а юкаку (район «красных фонарей»).

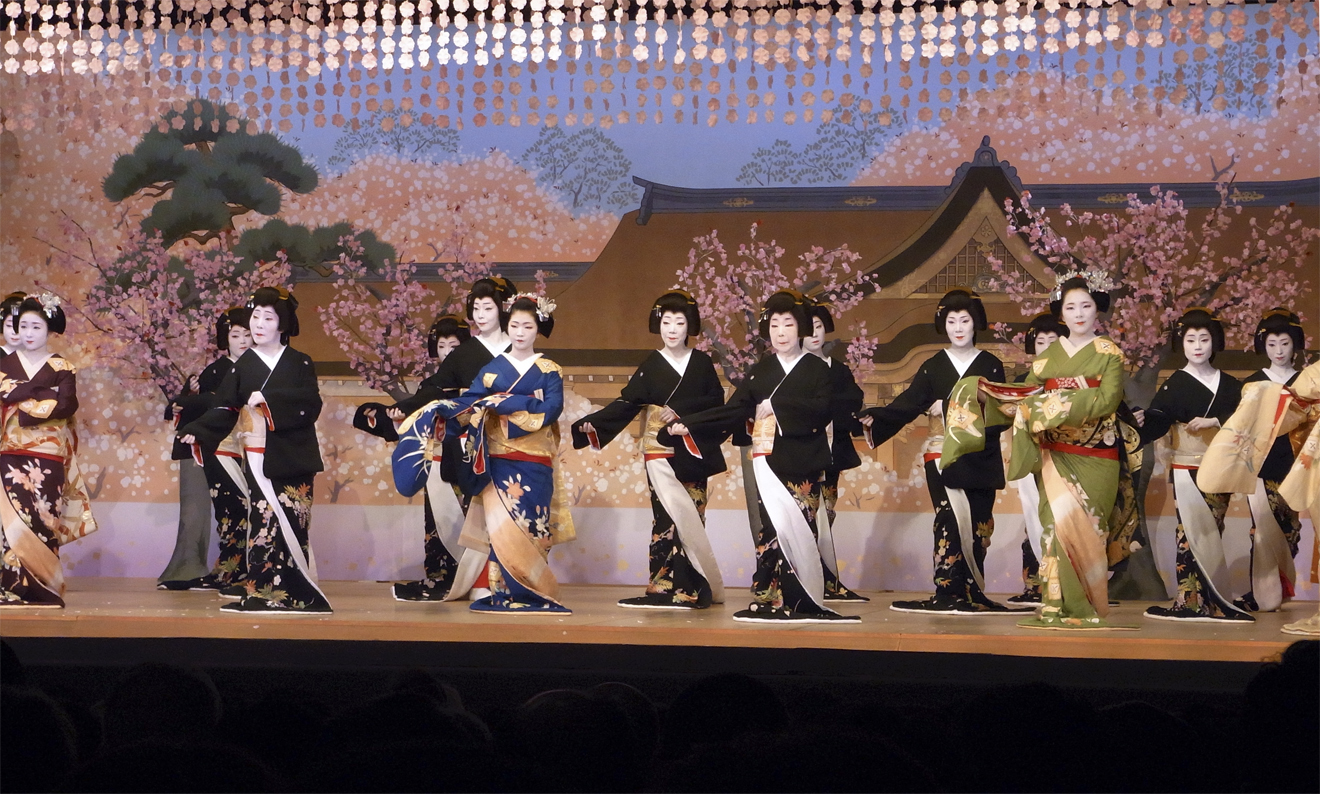
Танец кабуки, ежегодно исполняемый гейшами Камиситикэна

Ханамати Осаки
- Симмати (яп. 新町)
- Китасинти (яп. 北新地)
- Нанти (яп. 南地) или Минамисинти (яп. 南新地)
- Нориэ (яп. 堀江)

Ханамати Канадзавы
- Хигаси-тяядай (яп. 東茶屋街)
- Ниси-тяядай (яп. 西茶屋街 )
- Кадзуэ-мати (яп. 主計町)

Ханамати Нары
- Ганринъин (яп. 元林院)[3]

Ханамати Ниигаты
- Фурумати (яп. 古町)